# Medel (Lucmagn)

Luftbild von Werner Friedli aus dem Jahr 1954. Im Vordergrund Curaglia, in der Mitte Disentis/Mustér mit Kloster, dazwischen die Schlucht «Las Ruinas»

Medel (Lucmagn) ([ˈmɛːdəl]ⓘ, deutsch und bis 1943 offiziell Medels im Oberland) ist eine politische Gemeinde im Schweizer Kanton Graubünden. Sie liegt in der Region Surselva.

## Geographie
Medel (Lucmagn) liegt im Val Medel, dem Tal zwischen Disentis/Mustér und dem Lukmanierpass (rätoromanisch Cuolm Lucmagn). Die Gemeinde umfasst mehrere Dörfer, Weiler und Einzelsiedlungen, darunter Curaglia  und Platta . Früherer Mittelpunkt war Platta (1389 m ü. M.) – die kleine, lawinengefährdete Siedlung wird noch heute als Hauptort bezeichnet. Grösstes Dorf ist heute Curaglia. Andere Hauptsiedlungen der weitläufigen Gemeinde sind (von Nord nach Süd) Soliva (1492 m), Mutschnengia (1405 m), Fadretsch (1278 m), Baselgia (1365 m), Drual (1412 m), Matergia (1415 m), Pardé (1400 m), Fuorns (1488 m), Acla (1477 m) und Sogn Gions (1623 m).
Durch das Tal führt die Lukmanierpassstrasse. In Sta. Maria besass das Kloster Disentis ein Hospiz. Die Südgrenze der Gemeinde ist gleichzeitig die Kantonsgrenze zwischen Graubünden und dem Tessin.
Vom gesamten Gemeindegebiet von über 136 km² sind über 90 km² unproduktive Fläche, meist Gebirge. Die höchsten Punkte sind der vom Medelsergletscher bedeckte Piz Medel (3210 m) und der Scopí (3190 m). Der Stausee Lai da Sontga Maria am Lukmanierpass ist 177 ha gross. Weitere 2026 ha sind von Wald und Gehölz bedeckt. Die landwirtschaftliche Nutzfläche von 2421 ha besteht aus 2072 ha Maiensässen und 349 ha Acker- und Wiesland. Die restlichen 80 ha Gemeindegebiet entfallen auf Siedlungsflächen.
Wegen der Goldvorkommen im Gebiet wurden immer wieder verschiedene Projekte lanciert. Schon seit mindestens 1985 gehört Goldwaschen im Medelser Rhein zur Freizeit-Unterhaltung des Disentiser Hotels Acla da Fontauna. Die Swiss Gold Exploration AG plant einen kommerziellen Abbau. Am 1. April 2012 lehnten die Stimmbürger der Gemeinde deutlich eine Kompetenzabtretung in Sachen Schürfkonzession an den Gemeindevorstand ab. Somit bleibt die Erteilung einer Konzession Sache der Stimmberechtigten, welche offensichtlich den Erhalt einer intakten Landschaft sehr hoch bewerten.
Das Gebiet sollte auch Teil des Parc Adula Nationalparks werden.

## Geschichte
Von Disentis her erfolgte im Frühmittelalter die Besiedlung des Taleingangs, im 12. und 13. Jahrhundert des Mittelteils und im Spätmittelalter auch vom Bleniotal her die Erschliessung des Lukmanierraums. Nur am Rande beteiligt waren die Walser, z. B. in Mutschnengia. Medel wurde 1315 als de valle Mederis erwähnt. Ende des 14. Jahrhunderts bestanden etwa 60 Siedlungen. Medel stand unter der Territorialhoheit des Klosters Disentis, doch bekamen die Gotteshausleute des Tals 1355 einen eigenen Ammann sowie 1526 und 1643 die Gerichtshoheit. 1744 wurde der Klosterzehnten ausgekauft.
Die dem heiligen Martin geweihte 1338 erwähnte Talkirche in Platta war eine Filiale der Pfarrei St. Johann (S. Gions) in Disentis. 1454 wurde sie selbstständig und 1500 zur Pfarrei erhoben. In Curaglia wurde 1642 die Kuratkaplanei des heiligen Nikolaus errichtet. Als niedrigster alpenquerender Pass der Schweiz wurde der Lukmanier bis ins Spätmittelalter stark begangen. Die Abtei Disentis unterhielt Hospizien in Sogn Gions und Sogn Gagl (1261 erwähnt) sowie das 1374 errichtete Hospiz Sontga Maria auf der Passhöhe.
Im Medel wurde schon früh Bergbau getrieben; davon erhielten das Tal und die Talgemeinde den Namen (von métallum, Bergwerk). Die Bergwerke gehörten dem Landesherrn, dem Abt von Disentis. Spätestens von 1366 an bis ins 17. Jahrhundert baute das Kloster in Medel Silber ab. Als Abt Jakob II. (1357 bis ca. 1366) dieses Silberbergwerk an Auswärtige verpachtete, gab es Unruhen im Tal und der Abt fiel einer Verschwörung zum Opfer. Sein Nachfolger machte die Verpachtung rückgängig.
Eine erste Strasse erschloss Medel 1780. 1872 wurde eine moderne Strasse bis Platta durch die Schlucht am Talausgang eröffnet, die den alten Saumpfad über Mumpé Medel ersetzte. Nach Fertigstellung der Passstrasse fuhren von 1878 bis 1910 Postkutschen über den Lukmanier. Zerstörerische Lawinenniedergänge forderten 1931 in Platta und 1975 in Acla Todesopfer. 1956 bis 1963 wurde die Kantonsstrasse gebaut. Seit 1929 lebt Medel von beträchtlichen Wasserzinsen. In den 1960er-Jahren wurde unterhalb des Passes der Stausee Lai da Sontga Maria errichtet.
Die Zahl der Bauernbetriebe hat in der traditionellen Bergbauerngemeinde stark abgenommen, der Winter- und Passtourismus dagegen nahm zu. 1981 bis 2001 wurde eine Gesamtmelioration durchgeführt. Primarschulen gibt es in Curaglia und Platta, die Sekundarschüler pendeln seit 1973, die Realschüler seit 1980 nach Disentis. 2005 stellte der erste Sektor noch etwa 55 Prozent der Arbeitsplätze in der Gemeinde.

## Wappen
| Wappen von Medel | Blasonierung: «In Silber (Weiss) auf schwarzem Pferd der Heilige Martin, den roten Mantel mit dem Bettler teilend» |
| Wappen von Medel | Der heilige Martin ist Patron der Pfarrkirche und war auch schon im Gemeindesiegel abgebildet.                     |

## Klima
|                       | Jan | Feb | Mär | Apr | Mai | Jun | Jul | Aug | Sep | Okt | Nov | Dez |   |      |
| Mittl. Tagesmax. (°C) | 3   | 3   | 7   | 10  | 15  | 19  | 21  | 21  | 16  | 13  | 6   | 3   | ⌀ | 11,5 |
| Mittl. Tagesmin. (°C) | −4  | −4  | −1  | 2   | 6   | 9   | 11  | 11  | 8   | 5   | 0   | −3  | ⌀ | 3,4  |
|                       |     |     |     |     |     |     |     |     |     |     |     |     |   |      |
| Niederschlag (mm)     | 55  | 57  | 70  | 85  | 105 | 108 | 112 | 115 | 110 | 90  | 104 | 74  | Σ | 1085 |
|                       |     |     |     |     |     |     |     |     |     |     |     |     |   |      |
| Sonnenstunden (h/d)   | 1,6 | 2,7 | 3,8 | 4,7 | 5,4 | 6   | 6,6 | 6,1 | 5,1 | 3,4 | 2   | 1,3 | ⌀ | 4,1  |
|                       |     |     |     |     |     |     |     |     |     |     |     |     |   |      |
| Regentage (d)         | 12  | 12  | 14  | 15  | 17  | 18  | 17  | 17  | 14  | 13  | 14  | 14  | Σ | 177  |

| −4 |

| −4 |

| −1 |

| 2 |

| 6 |

| 9 |

| 11 |

| 11 |

| 8 |

| 5 |

| 0 |

| −3 |

| −4 |

| −4 |

| −1 |

| 2 |

| 6 |

| 9 |

| 11 |

| 11 |

| 8 |

| 5 |

| 0 |

| −3 |

## Bevölkerung
| Jahr      | 1850 | 1900 | 1950 | 1960 | 2000 | 2004 | 2010 | 2012 | 2014 | 2016 | 2020 | 2021 | 2022 | 2023 |
| Einwohner | 609  | 536  | 614  | 835  | 502  | 480  | 439  | 423  | 399  | 387  | 345  | 342  | 332  | 328  |

Von den Ende 2004 480 Bewohnern waren 476 Schweizer Staatsangehörige. Die Bevölkerung spricht grossmehrheitlich Sursilvan und ist katholisch. Einige Weiler (Mutschnengia, Soliva) wurden wahrscheinlich im 14./15. Jahrhundert von deutschsprachigen Walsern besiedelt.
| Siedlung            | Einwohner |
| ------------------- | --------- |
| Fuorns und Acla     | 28        |
| Pardé               | 16        |
| Matergia            | 2         |
| Drual               | 3         |
| Platta              | 11        |
| Baselgia und Fravia | 6         |
| Mutschnengia        | 20        |
| Soliva              | 6         |
| Curaglia            | 210       |
| Sonstige            | 26        |
| Summe               | 328       |

Curaglia zählt rund 250 Einwohner. In Drual leben drei und in Matergia zwei Personen. In Pardé leben rund 40 Personen und in Fuorns rund 40. Acla – vormals die letzte Siedlung im Tal – ist seit einem Lawinenniedergang am 6. April 1975 nicht mehr ganzjährig bewohnt. Die Einwohnerzahl von Medel (Lucmagn) hat in den letzten zehn Jahren stetig abgenommen.

## Sehenswürdigkeiten

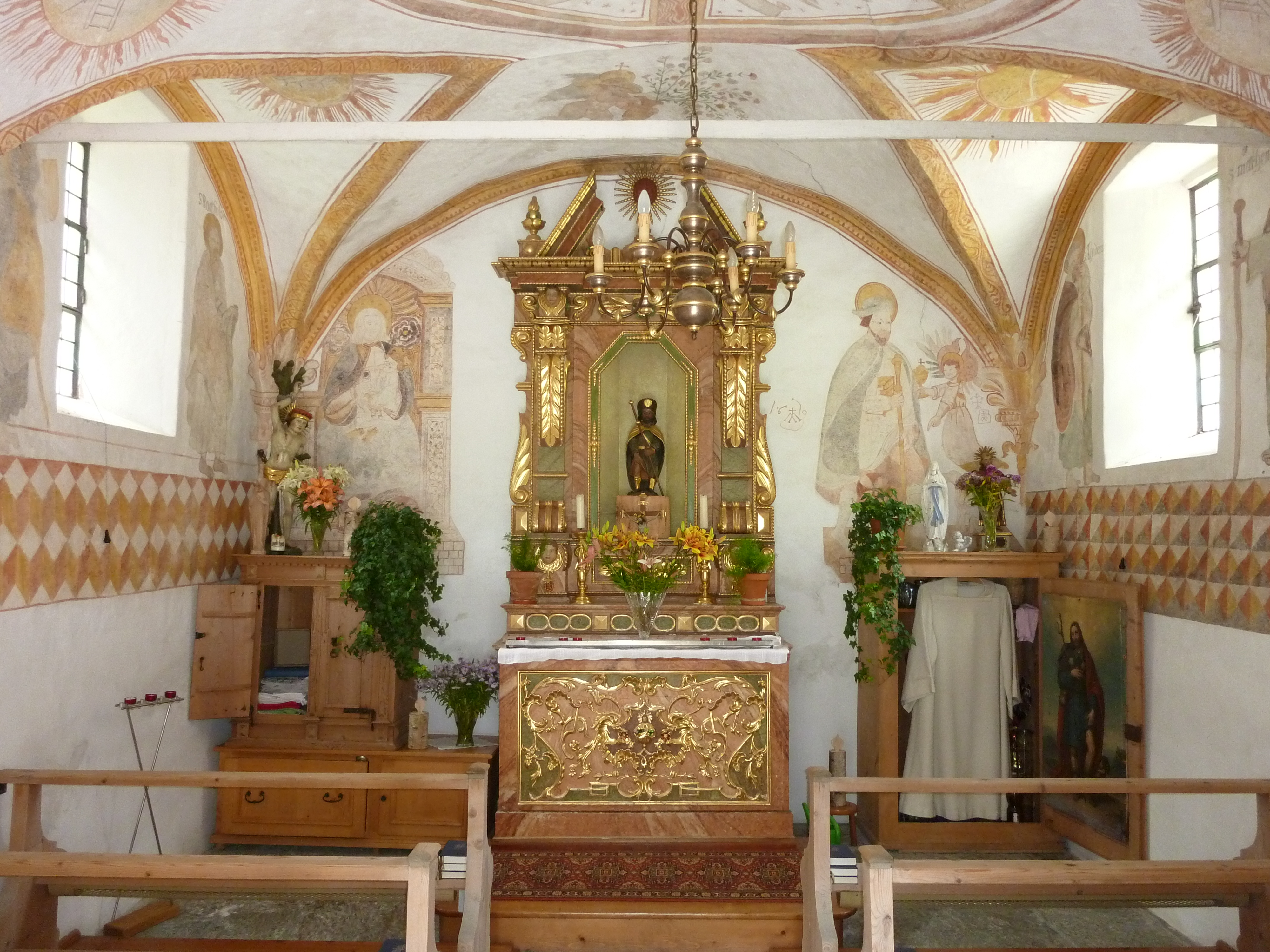
Chor der Kapelle St. Rochus in Pardé

- katholische Kirche Sankt Nikolaus, im Ortsteil Curaglia[15]
- katholische Pfarrkirche Sankt Martin, im Ortsteil Platta[16][17]
- Kapelle St. Rochus Pardé im Ortsteil Pardé mit Malereien des Malers Hans Ardüser
- Kapelle Sankt Sebastian, im Ortsteil Mutschnengia[18]
- Kapelle Sankta Maria, am Lukmanierpass[19]
- Kapelle Sankt Gallus, im Ortsteil Sogn Gagl[20][21]
- privates Wohnhaus im Ortsteil Curaglia mit Fresko des Malers Antonio da Tradate (1510)[22]
- Ziegenalp Puzzetta im Ortsteil Fuorns, Architekten: Marlene Gujan, Conrad Pally[23]
- La Vitrina, Ausstellung zu Kulturgeschichte der Val Medel in Curaglia
- Mineralienmuseum «Gallaria Cristalla» im Gemeindehaus in Curaglia
- Wasserfall «Cascada Fimatsch» in Fuorns[24]
- Wanderweg der Sinne im Val Plattas[25]
- Hängebrücke in Mutschnengia

## Bilder

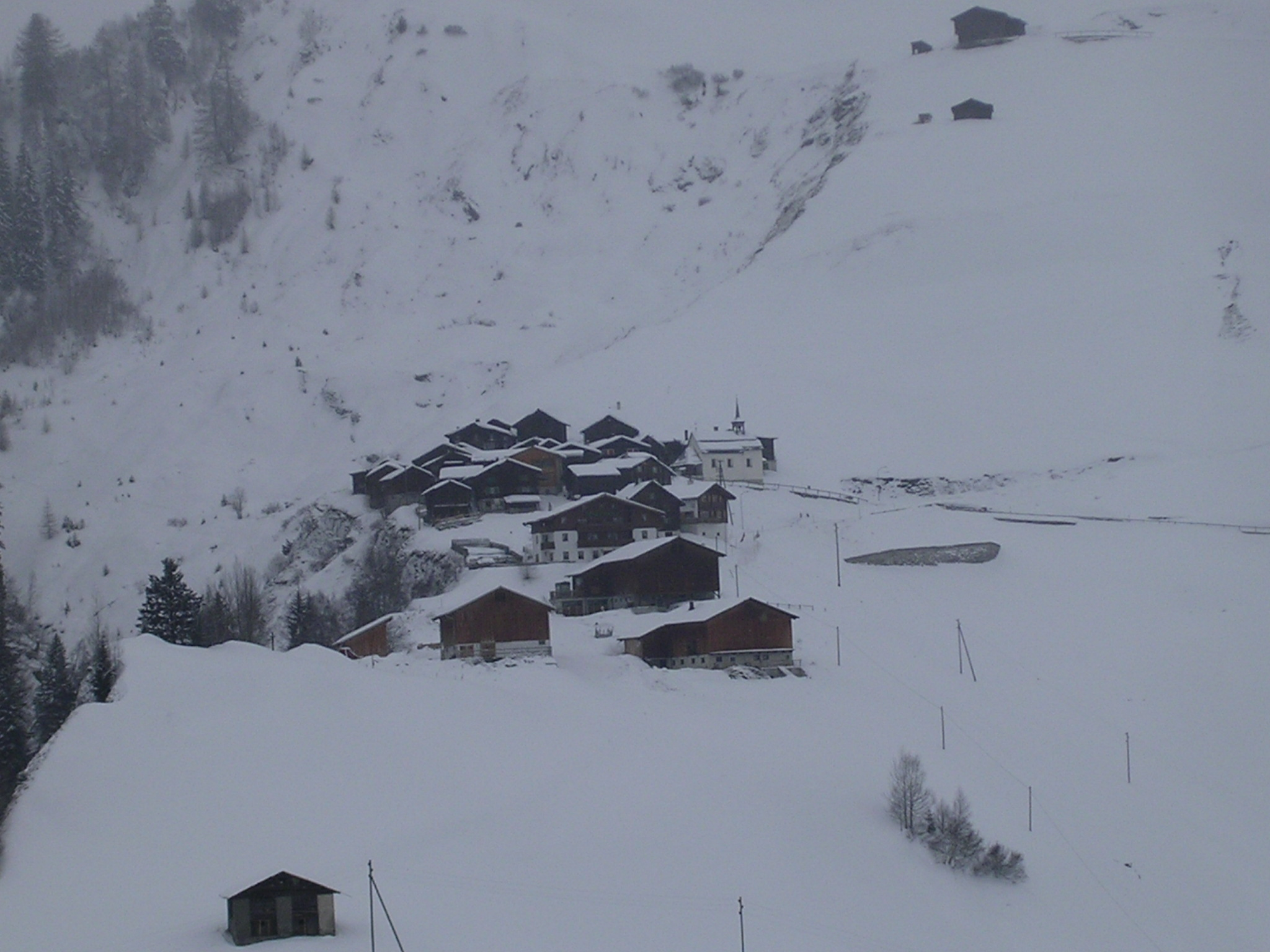
Mutschengia im Winter
Mumpé Medel ist die unterste Siedlung im Tal.
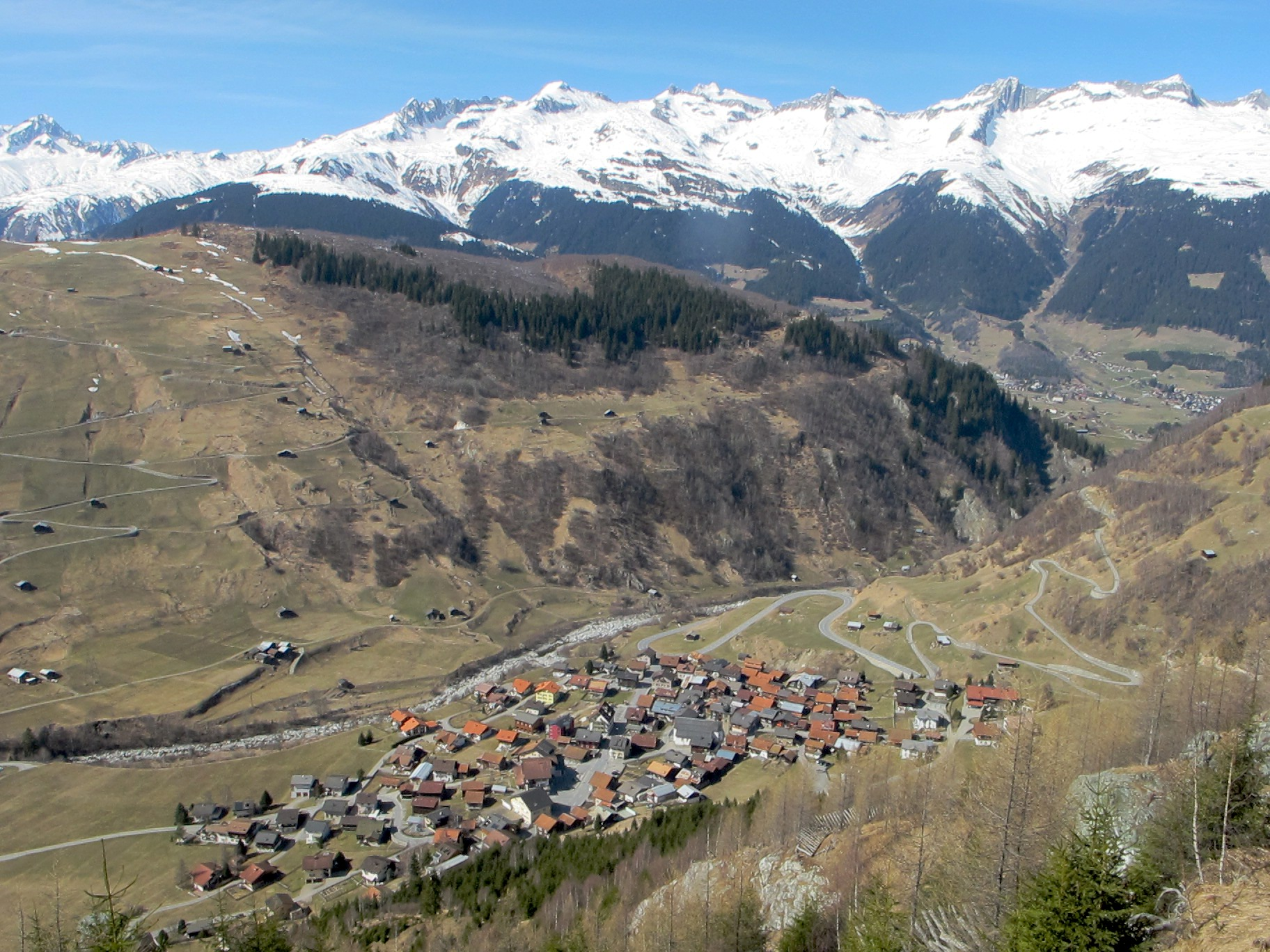
Curaglia März 2011
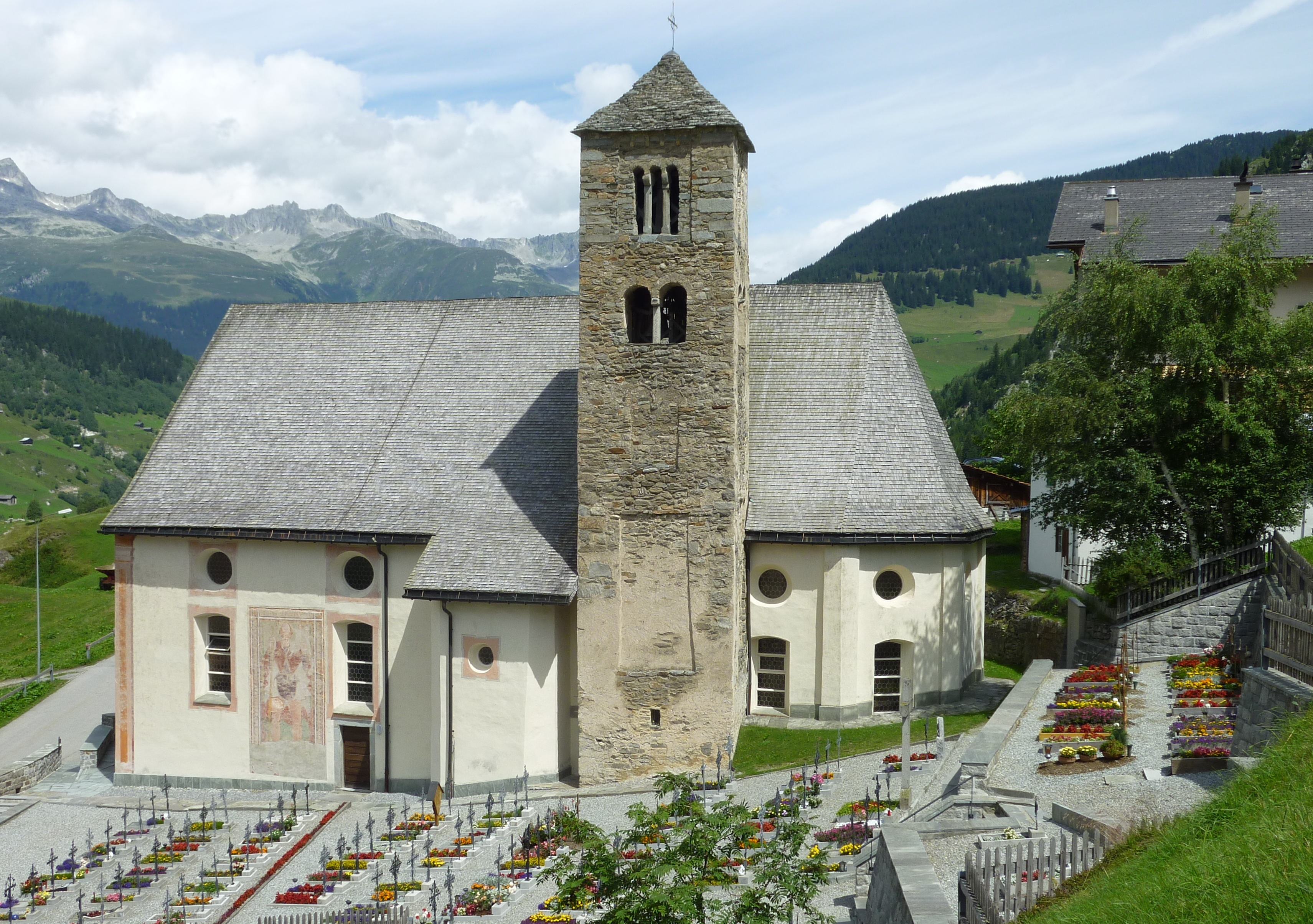
Kirche Platta
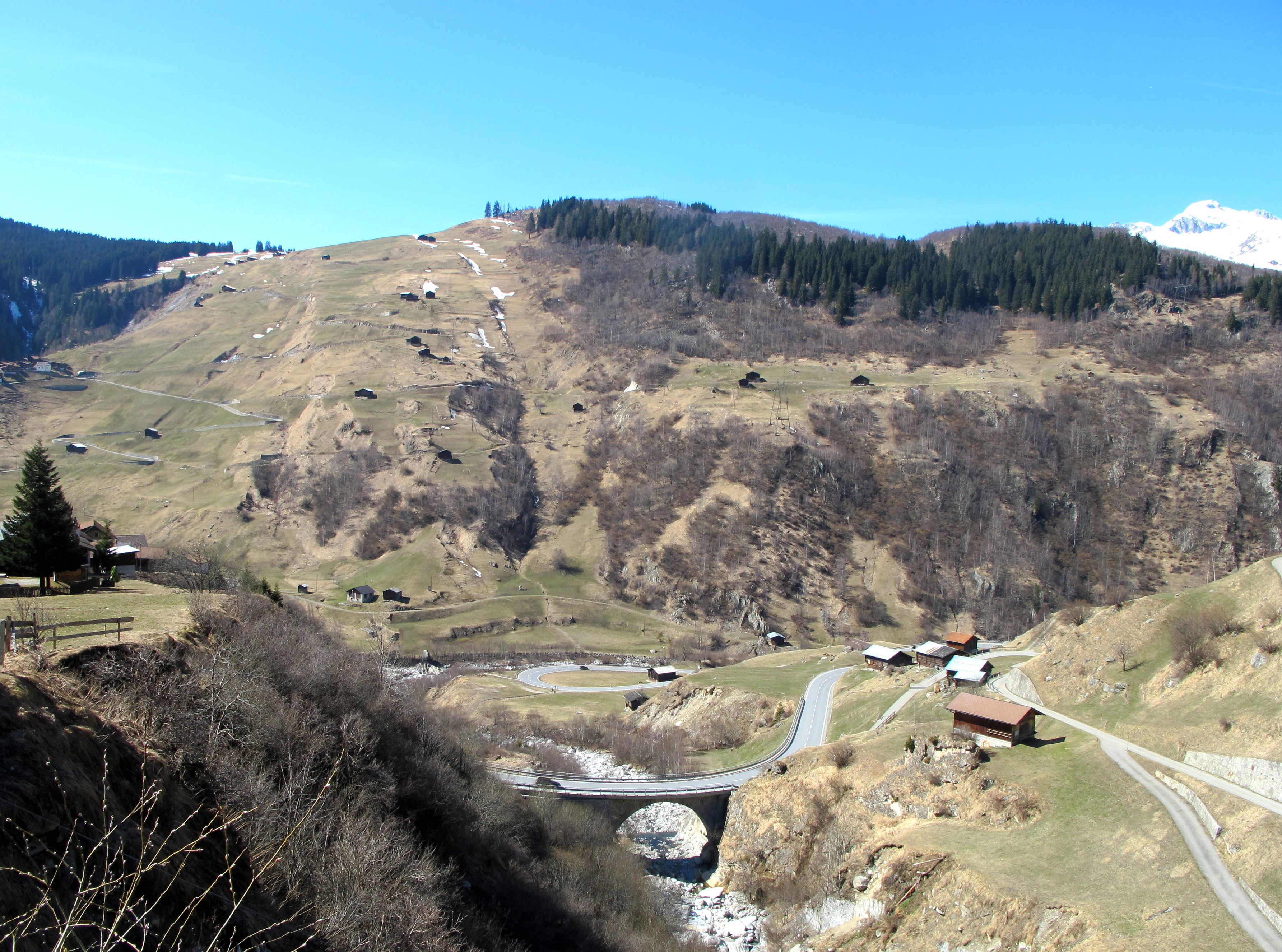
Die Mündung des Seitentals Val Plattas unterhalb von Curaglia nach Westen – ganz links Mutschnengia
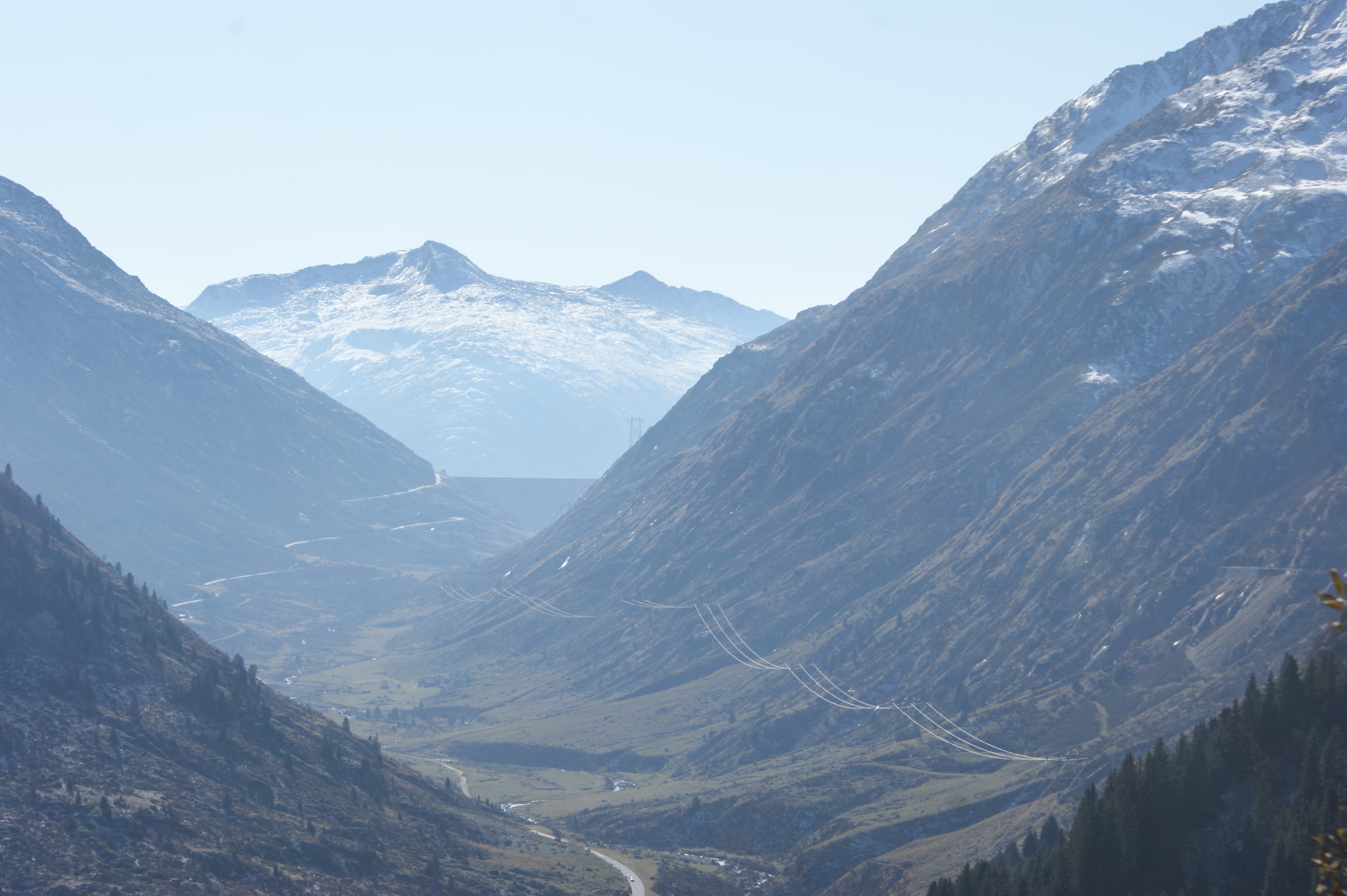
Südlicher Abschnitt des Tals mit Blick nach Süden zur Staumauer